# Chyna
Chyna Laurer (născută Joan Marie Laurer) (Rochester, New York, 27 decembrie, 1969-Redondo Beach, California, 20 aprilie, 2016) a fost o luptătoare profesionistă, culturistă, actriță porno americană. A fost cunoscută mai ales pentru cariera sa în promoția de wrestling, World Wrestling Federation între 1997 și 2001. A fost, de asemenea, cunoscută pentru aparițiile sale în Total Nonstop Action Wrestling.
Printre realizările sale este de remarcat un Campionat Feminin din WWE, două centuri ca Campion Intercontinental de la WWE, fiind prima și singura femeie în a deține acest titlu. Ea a fost prima femeie de a participa într-un Royal Rumble din istoria evenimentului, urmată de Beth Phoenix si Kharma, în afară de a fi prima și singura femeie până acum, ce a participat la un King of the Ring. Aceasta este considerată luptătoarea cea mai importantă din istoria WWE din cauza realizările sale.
Chyna a fost una dintre femeile care au avut cea mai mare influență în lupte, mai ales pentru stilul ei de luptă; pentru că majoritatea timpului petrecut în WWE, meciurile ei au fost împotriva la bărbați, provocând cel mai mare impact în rândul fanilor că a fost singura luptătoare cu dimensiunea, puterea și carisma pentru a lupta cu ei.

## Deces
Ziua de miercuri, 20 aprilie 2016, a fost găsită fără viață în casa sa din Redondo Beach, California. Motivele pentru moartea ei a fost necunoscut până la un anumit punct, dar atunci s-ar descoperi că ar fi luat medicamente pentru anxietate si insomnie. Ar trebui remarcat faptul că Laurer a fost deja internată în spital pentru o supradoză de medicamente în luna septembrie a anului 2010. Acesta a fost publicat oficial pe contul său de Twitter de către o persoană aproapiată următorul text: "cu profundă tristețe, vă informăm că astăzi am suferit pierderea de o pictogramă, o superheroină în viața reală ... Ea va trăi pentru totdeauna în amintirile a milioane de fanii și toți cei care au iubito".
În timpul săptămânii, mulți oameni și-au exprimat tristețea cu dedicații pe rețelele sociale cu hashtag-ul #RIPChyna. Printre luptători, și foști angajați din WWE, uni dintre ei au fost Triple H, Shawn Micheals, Mick Foley, Rock, Shane McMahon, Stephanie McMahon, Trish Stratus, Steve Austin, Charlotte, Natalya si Lita. Pe 25 aprilie la Raw, s-a făcut un video tribut în memoria ei.
În luna iunie a anului 2016, a avut loc un act ceremonial ca tribut pentru luptătoare, la care au participat luptători, precum Melina Perez și Sean Waltman.